# Roterende rutsjebane
En roterende rutsjebane er en rutsjebane med vogne, der under kørslen roterer om en vertikal akse. 
Den første roterende rutsjebane var rutsjebanen Virginia Reel roller coaster, der blev bygget af Henry Riehl. Rutsjebanen lukkede i 1982.
Den største roterende rutsjebane i Norden er Hankatten i Bonbon-land nær Næstved.

## Eksterne links
- RCDB's liste over Roterende rutsjebaner Arkiveret 21. september 2012 hos  Wayback Machine